# Edvard Lidforss
Edvard Lidforss (* 11. Februar 1833 in Mora; † 9. April 1910 in Stockholm) war ein schwedischer Romanist, Italianist, Hispanist, Germanist und Übersetzer.

## Leben und Werk
Lidforss studierte bis 1855 in Uppsala. Er unterrichtete dann in Norrköping und Uppsala, ab 1864 in der Pädagogischen Hochschule für Frauen in Stockholm. 1866 wurde er von Emanuel Olde promoviert mit der Arbeit Observations sur l’usage syntaxique de Ronsard et de ses contemporains (Lund 1865) und lehrte in Lund europäische Sprachen und moderne Literatur, ab 1878 als ordentlicher Professor. Ab 1885 war er ebenda Professor für Germanistik. Zu seinen Schülern gehörte Fredrik Wulff.
Nach seiner Emeritierung 1901 ging er nach Stockholm und war dort Mitglied des Komitees für die Vergabe des Literaturnobelpreises. Für die erste Preisvergabe 1901 verfasste er das Gutachten über Frédéric Mistral (der den Preis erst 1904 erhielt).
Lidforss war besonders bekannt für seine preisgekrönten Übersetzungen von Cervantes’ Don Quijote (1891–1892, 1905) und Dantes Göttliche Komödie (1902–1903, 1955). Er gehörte mehreren spanischen Akademien an.
Edvard Lidforss war der Vater der Übersetzerin Karin Jensen (1866–1928), des Botanikers Bengt Lidforss (1868–1913), des Juristen und Musikologen Erik Lidforss (1870–1938), der Autorin Gärda Lidforss af Geijerstam (1871–1947), sowie der Zahnmedizingeschichtlerin Hedvig Lidforss Strömgren (1877–1967).

## Weitere Werke
- Tysk Grammatik. Örebro 1860, 1868
- Beiträge zur Kenntnis von dem Gebrauch des Konjunktivs im Deutschen. Uppsala 1862 (45 Seiten)
- A survey of the English conjugation. Uppsala 1862 (22 Seiten)
- Tyska läs- och skriföfningar. Örebro 1863
- Fransk språklära för elementarundervisningen. Stockholm 1867
  - Fransk språklära i sammandrag. Stockholm 1871, 1885
- Noticias lingüísticas. Madrid 1870
- (Hrsg.) Il tractato dei mesi di Bonvesin da Riva, milanese. Bologna 1872
- (Hrsg.) Choix d’anciens textes français. Lund 1877 (zuerst unter dem Titel 7 textes d’ancien français. Lund 1866)
- (Hrsg.) José Francisco de Isla: Historia del famoso predicador Fray Gerundio de Campazas alias Zotes.  2 Bände. Leipzig 1885
- (Übersetzer) Víctor Balaguer, Romeo och Julia. Stockholm 1894 (aus dem Katalanischen)
- (Hrsg. und Übersetzer) Los Cantares de Myo Cid. Lund 1895–1896, 1902–1903
- Anatole France. En studie. Stockholm 1904
- Dante. Stockholm 1907
- Gaston Boissier. En studie. Stockholm 1909